# 鄧利斯鎮區 (伊利諾伊州喬戴維斯縣)
鄧利斯鎮區（英語：Dunleith Township）是位於美國伊利諾伊州喬戴維斯縣的一個行政鎮區。

## 地方資料
根據2010年美國人口普查的數據，鄧利斯鎮區的面積為30.40平方千米，當中陸地面積為24.50平方千米，而水域面積為5.90平方千米。當地共有人口3672人，而人口密度為每平方千米120.79人。